# Paroisse d'Hopewell
Pour les articles homonymes, voir Hopewell.
La paroisse d'Hopewell est à la fois une paroisse civile et un ancien district de services locaux (DSL) canadien du comté d'Albert, située dans le Sud-Est du Nouveau-Brunswick. Dans le cadre de la réforme de la gouvernance locale du 1er janvier 2023, le territoire du DSL a été réparti entre le village de Fundy Albert et le district rural de Sud-Est.

## Toponyme
Hopewell est probablement nommé d'après le canton d'Hopewell, en Pennsylvanie, ou en l'honneur du bateau qui transporta les premiers colons d'Irlande ici en 1761.

## Géographie

### Situation
Hopewell est bordée au nord-est par la rivière Petitcodiac, qui s'élargit aux environs d'Hopewell Cape pour devenir la baie de Chipoudy. Le littoral, orienté nord-sud, fait alors une courbe vers le sud-est, jusqu'au cap des Demoiselles, où  il reste à peu près droit jusqu'à la rivière Chipoudy.
La rivière Chipoudy forme une partie de la frontière avec le DSL d'Harvey. Les autres cours d'eau importants sont le ruisseau Crooked et le ruisseau des Demoiselles. Dans les collines se trouve le lac Stanyard, d'une superficie d'environ 0,16 km².
Le relief accidenté est dominé par les collines calédoniennes. Les principaux sommets sont la colline Livingstone's (200 m) à l'est, le mont Chipoudy (327 m) au centre et le mont Calédonia (>380 m), qui couvre presque tout le reste du territoire. Une mince bande de terres basses composée d'anciens marais ceinture le littoral de la paroisse. L'extrémité sud du territoire comprend une partie du marais de Chipoudy.
Le principal hameau, Hopewell Cape se trouve sur le flanc de la colline Livingstone's et au bord du fleuve, au nord-est. Moins de trois kilomètres au sud, au pied du cap des Demoiselles, s'élève Lower Cape et directement au sud du ruisseau des Demoiselles, Cape Station. Au sud de ce dernier et au pied du mont Chipoudy se trouvent quelques maisons qui forment Mountville. À plus de deux kilomètres au sud, au pied de la même colline, est bâti Shepody. Finalement, le village de Riverside-Albert se trouve à l'extrémité sud-ouest de la paroisse, sur les berges de la rivière Chipoudy.

### Quartiers
Dans les hautes terres, à l'ouest du mont Chipoudy, se trouvent Memel Settlement, Chester et Chemical Road. Dans la vallée du ruisseau des Demoiselles se trouvent Demoiselles Creek et Curryville.

### Faune et flore
La plupart du territoire est couvert de forêt. Pour une durée de quatre à six semaines durant l'été, des centaines de milliers de bécasseaux semipalmés font un arrêt aux rochers, attirés par les corophium volutator, des petits crustacés vivant par milliers dans la boue du littoral.

### Logement
La paroisse compte 353 logements privés en 2006, dont 310 occupés par des résidents habituels. Parmi ces logements, 88,9 % sont individuels, 0,0 % sont jumelés, 4,8 % sont en rangée, 0,0 % sont des appartements ou duplex et 3,2 % sont des immeubles de moins de cinq étages. Enfin, 3,2 % des logements entrent dans la catégorie autres, tels que les maisons mobiles. 95,2 % des logements sont possédés alors que 4,8 % sont loués. 79,4 % ont été construits avant 1986 et 14,3 % ont besoin de réparations majeures. Les logements comptent en moyenne 6,7 pièces et 3,2 % des logements comptent plus d'une personne habitant par pièce. Les logements possédés ont une valeur moyenne de 91 521 $, comparativement à 119 549 $ pour la province.
Lors du recensement de 2021, la paroisse compte 310 logements privés dont 280 sont habités par des résidents habituels. Parmi ces logements, 270 sont des maisons individuelles tandis que 10 sont des logements mobiles. Toujours sur ces 280 logements, 255 sont habités par leur propriétaires et 25 par des locataires.

## Histoire

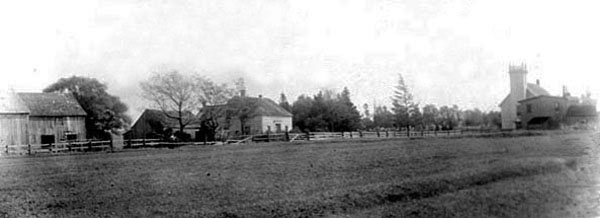
Une ferme et une église à Cape Station, vers 1895.
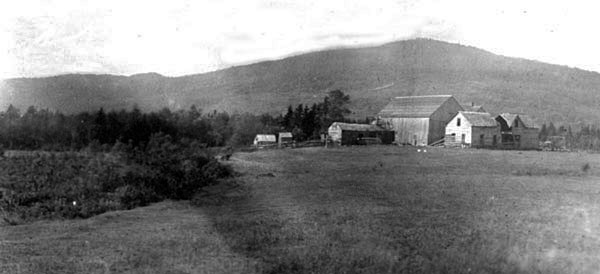
Shepody, vers 1895.
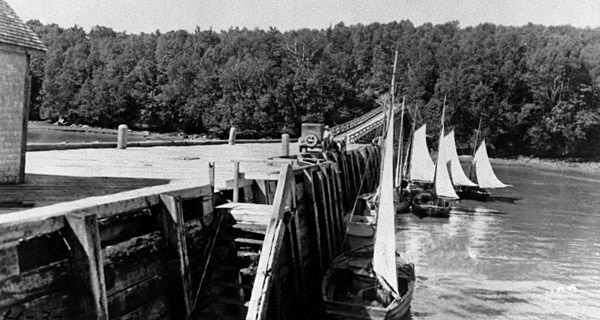
Voiliers au quai d'Hopewell Cape, en 1937.
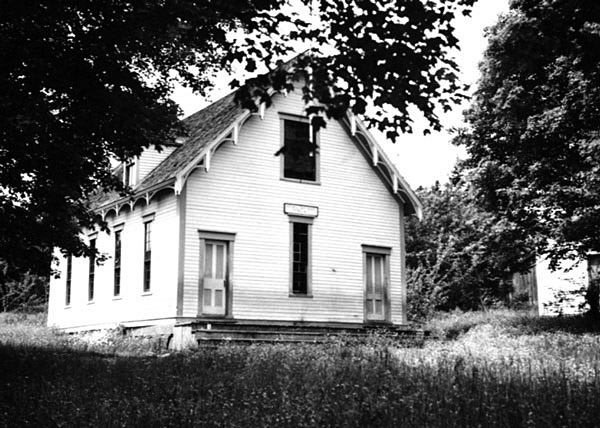
L'école d'Hopewell Cape vers 1940.

La paroisse d'Hopewell est située dans le territoire historique des Micmacs, plus précisément dans le district de Sigenigteoag, qui comprend l'actuel côte Est du Nouveau-Brunswick, jusqu'à la baie de Fundy. Selon William Francis Ganong, le nom de l'île Indian, à l'embouchure de la rivière Shepody, rappellerait la présence d'un établissement micmac.
Nommé Chipoudy ou Chipoudie selon les sources, le premier village fut fondé vers 1698 par Pierre Thibodeau, à l'endroit où se trouve maintenant le hameau de Hopewell-Hill. Thibaudeau était un meunier de la Prée-Ronde, près de Port-Royal. Il était accompagné de ses fils, Pierre Jean, Antoine, Michel et Charles, ainsi que de plusieurs autres Acadiens de Port-Royal, dont Jean-François Brossard, André Martin, Jacques Martin, Jean Pitre, François Pitre, Germain Savoie, Julien Lord et six engagés dont un certain Lanoue.
La paroisse d'Hopewell est érigée en 1786 dans le comté de Westmorland, à partir d'un ancien canton. Hopewell Hill est un établissement agricole fondé vers 1787 par des néo-écossais.
Le hameau de Chester est fondé vers 1825 par des colons originaires des hameaux de la rivière Chipoudy. Memel est fondé vers 1830 par la même population.
Une portion du territoire qui avait été donné au comté de Saint-Jean est restituée à la paroisse d'Hopewell en 1837; ce territoire fait désormais partie de la paroisse d'Alma. La paroisse d'Harvey est créée en 1838 à partir de portions de la paroisse d'Hopewell et du comté de Saint-Jean. Le comté d'Albert est créé en 1845 à partir d'une portion du comté de Westmorland; il inclut la paroisse d'Hopewell.
La municipalité du comté d'Albert est dissoute en 1966. La paroisse d'Hopewell devient un district de services locaux en 1967.

## Démographie
Il y a 798 habitants en 2006 contre 812 en 1996, soit une baisse de 1,7 % en 10 ans. Au regard de la population, Hopewell se classe au 187e rang de la province. Il y a 353 logements privés, dont 310 sont occupés par des résidents habituels,.
En 2021, la paroisse compte 597 habitants pour une superficie de 149,14 km2, portant sa densité de population à 4 habitants au km2.
| 1991 | 1996 | 2001 | 2006 | 2011 | 2016 | 2021 |
| ---- | ---- | ---- | ---- | ---- | ---- | ---- |
| 798  | 812  | 786  | 798  | 643  | 647  | 597  |

## Économie
Entreprise Fundy, membre du Réseau Entreprise, a la responsabilité du développement économique.
L'économie de la paroisse d'Hopewell est basée sur le tourisme et l'agriculture.

## Administration
Hopewell Cape était le chef-lieu du comté d'Albert de sa création en 1845 jusqu'à l'abolition des gouvernements de comté, dans les années 1960.

### Comité consultatif
En tant que district de services locaux, Hopewell est administré directement par le Ministère des Gouvernements locaux du Nouveau-Brunswick, secondé par un comité consultatif élu composé de cinq membres dont un président. Il n'y a actuellement aucun comité consultatif.
| Période                                  | Période | Identité | Étiquette | Qualité |
| ---------------------------------------- | ------- | -------- | --------- | ------- |
|                                          |         |          |           |         |
|                                          |         |          |           |         |
|                                          |         |          |           |         |
| Les données manquantes sont à compléter. |         |          |           |         |

### Budget et fiscalité
Le DSL dispose d'un budget de 94 307$ pour l'année 2007.

### Commission de services régionaux
La paroisse d'Hopewell fait partie de la Région 7, une commission de services régionaux (CSR) devant commencer officiellement ses activités le 1er janvier 2013. Contrairement aux municipalités, les DSL sont représentés au conseil par un nombre de représentants proportionnel à leur population et leur assiette fiscale. Ces représentants sont élus par les présidents des DSL mais sont nommés par le gouvernement s'il n'y a pas assez de présidents en fonction. Les services obligatoirement offerts par les CSR sont l'aménagement régional, l'aménagement local dans le cas des DSL, la gestion des déchets solides, la planification des mesures d'urgence ainsi que la collaboration en matière de services de police, la planification et le partage des coûts des infrastructures régionales de sport, de loisirs et de culture; d'autres services pourraient s'ajouter à cette liste.

### Représentation et tendances politiques
Nouveau-Brunswick: La paroisse d'Hopewell fait partie de la circonscription provinciale d'Albert, qui est représentée à l'Assemblée législative du Nouveau-Brunswick par Wayne Steeves, du Parti progressiste-conservateur. Il fut élu en 1999 puis réélu en 2003, en 2006 et en 2010.
 Canada: Hopewell fait partie de la circonscription fédérale de Fundy Royal, qui est représentée à la Chambre des communes du Canada par Rob Moore, du Parti conservateur. Il fut élu lors de la 38e élection générale, en 2004, puis réélu en 2006 et en 2008.

## Infrastructures et services
Les routes 114 et 910 traversent le territoire. Il y a un bureau de poste à Hopewell Cape et un autre à Hopewell Hill. Le détachement de la Gendarmerie royale du Canada le plus proche est situé à Hillsborough.
Le quotidien anglophone est Telegraph-Journal, publié à Saint-Jean, et le quotidien francophone est L'Acadie nouvelle, publié à Caraquet.

## Culture

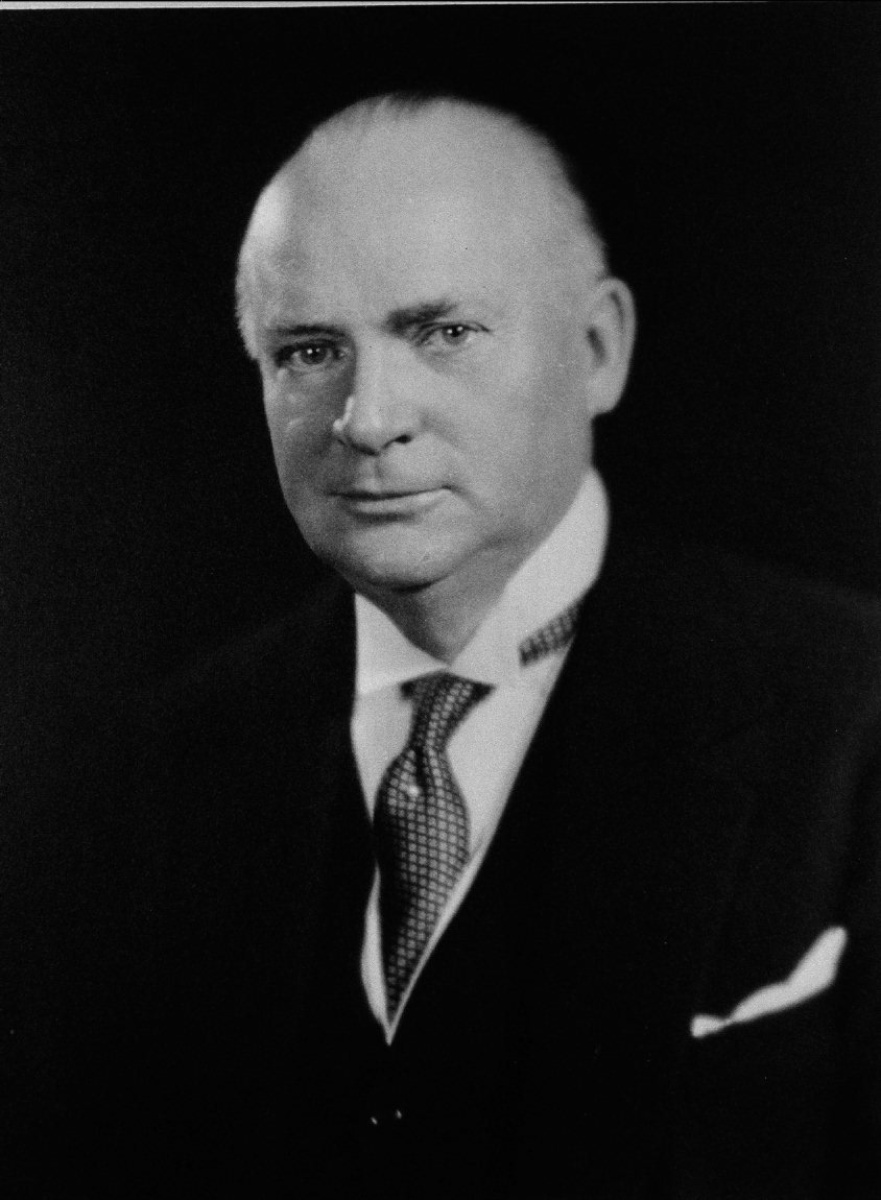
Richard Bedford Bennett

### Personnalités
- Richard Bedford Bennett (1870-1947), avocat, homme d'affaires et homme politique
- Abner Reid McClelan (1831-1917), lieutenant-gouverneur du Nouveau-Brunswick
- Alexander Rogers (1842-1933), marchand et homme politique

### Architecture et monuments
Un pont couvert croise le ruisseau Crooked, près du chemin Crooked Creek, au nord de Riverside-Albert. Le pont fut construit en 1945 et mesure 28,4 mètres de long. Un autre pont couvert croise le ruisseau Sawmill, au sud-est de Riverside-Albert. Il mesure 32,5 mètres de long et fut construit en 1908.

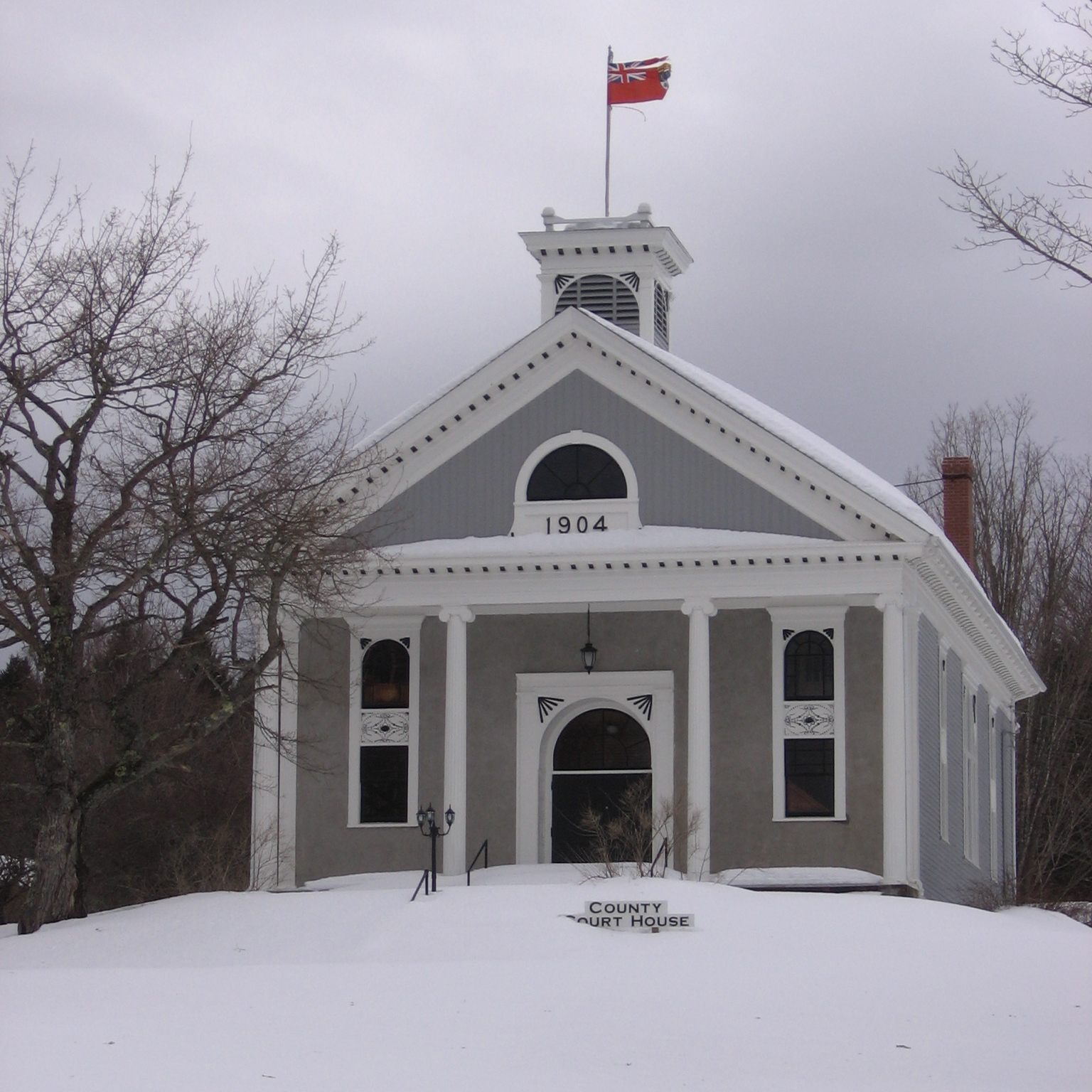
Le palais de justice du comté d'Albert, à Hopewell Cape.
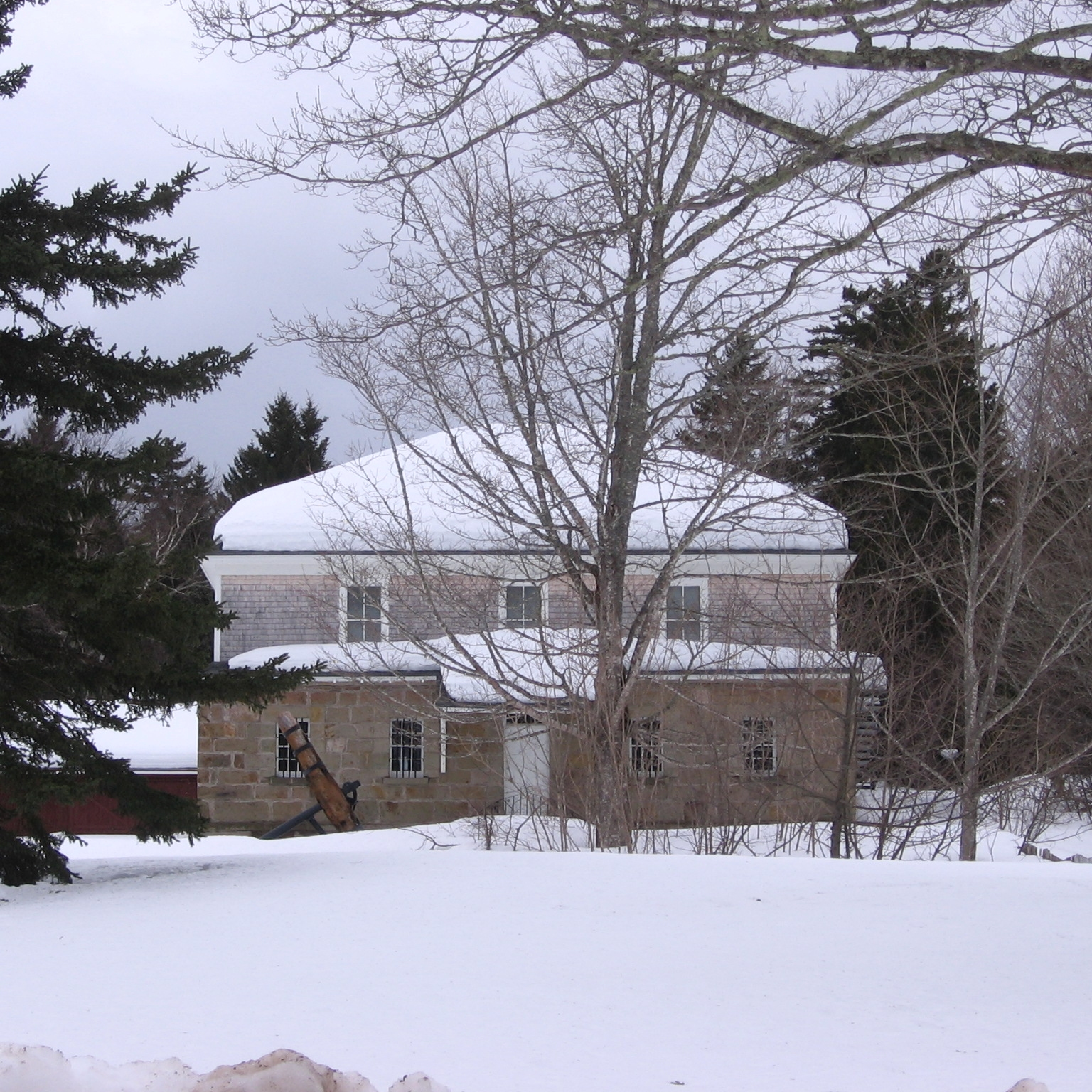
La prison du comté d'Albert, à Hopewell Cape.

### Parcs
Le parc provincial des rochers d'Hopewell, les fameux rochers en pot-de-fleurs, est situé dans les limites du DSL, au cap des Demoiselles.
Il y a aussi l'Aire protégée provinciale Caledonia Gorge.